# Maison du chef de la police Aschan
Pour les articles homonymes, voir Aschan.
La maison du chef de la police Aschan (en finnois : Lääninkivalteri Aschanin talo) est un musée situé au centre d'Heinola en Finlande.

## Présentation
La maison de famille de Lars Adolf Aschan de style rococo et gustavien (fi) et a été construite dans les années 1780 en bordure de la rue Maaherrankatu et à proximité de la Perspective d'Heinola.
L'aspect du bâtiment aujourd'hui est une combinaison du toit mansardé d'origine et de la façade rénovée dans les années 1840. 
L'intérieur a été conservé presque entièrement dans son aspect du XVIIIe siècle, à l'exception de la cuisine et des couloirs.
Les chambres sont tapissées de papier peint gustavien et de plaintes en marbre. 
Les portes sont de style rococo à trois miroirs, les plafonds et les sols sont d'origine.
La cour a été restaurée selon des modèles du XVIIIe siècle. 
La plupart des plantes sont d'anciennes variétés et dans le jardin poussent des épices et des plantes médicinales typiques de l'horticulture du XVIIIe siècle.